# 音楽のジャンル
音楽のジャンル（おんがくのジャンル、英: Music genre）とは、複数の音楽作品を共通の伝統様式や一連の約束事に当てはまるものとして識別する、慣習的な分類区分である。「楽式（音楽形式）」および「音楽スタイル（音楽様式）」とは区別されて然るべきだが、実際にはこれらの用語が混同して使われることがある。
音楽は、多彩な方法で複数のジャンル（ポピュラー音楽と芸術音楽であったり、宗教音楽と世俗音楽など）に区分可能である。音楽の芸術的性質から、これらの分類がしばしば主観的で物議を醸したり、また一部のジャンル同士が重なっている場合もある。

## 定義
1965年に、ダグラス・M・グリーンが著書『Form in Tonal Music』にてジャンルと楽式とを区別している。彼は、ルネッサンス期に由来するジャンルの例として、マドリガーレ、モテット、カンツォーナ、リチェルカーレ、ダンスを挙げている。さらにジャンルの意味を明確にするべく「ベートーヴェンの作品61とメンデルスゾーンの作品64は、楽式が異なるとはいえジャンルは同じヴァイオリン協奏曲である。しかし、モーツァルトの作曲したピアノのためのロンドK.511と彼のミサ曲K.317からのアニュス・デイは、ジャンルがまるで異なるのに楽式はそっくりである」とグリーンは記している。
1982年、フランコ・ファブリが現在規範的だと考えられている音楽ジャンルの定義を次のように提唱した。「音楽ジャンルとは、社会的に認められた一連の規則によって進行が統制されている一連の音楽的事象」であり、この場合の音楽的事象とは「音を含むあらゆる種類のイベント界隈で演奏される各種の活動」と定義されている。
音楽のジャンルやサブジャンルは、音楽的技法 (Musical technique) 、文化的背景、テーマの内容や精神性によって定義される場合もある。たまに地理的な起源が音楽ジャンルを特定するために使われたりもするが、一つの地理的カテゴリーが多種多様なサブジャンルを含んでいることも多い。ティモシー・ローリーは1980年代初頭より「ジャンルはポピュラー音楽研究の部分集合から卒業して、音楽の研究対象を構築したり評価するためのほぼ至る所に存在する枠組みとなっている」と論じている。
「ジャンル」という用語は概ね多くの著者や音楽学者によって同じように定義されているのだが、関連する用語の「スタイル（様式）」には異なる解釈と定義がある。ピーター・ヴァン・デル・メルヴェのように、ジャンルとスタイルの用語を同じものとして扱い、ジャンルは複数楽曲が共有する固有のスタイルまたは「基本的な音楽言語」として定義されるべきだと言う人達もいる。片やアラン・F・ムーアなど、ジャンルとスタイルは別々の2つの用語であり、主題などの二次的な特性もまたジャンルを区別しうるものだと述べる人達もいる。

### 分類
サブジャンルは、ジャンルの下位区分である。音楽用語では、基本的な特性を採用している音楽ジャンルの下位分類であるが、明確な区別を有する独自の特性も備えており、ジャンル内の離れたところに固まっている。またサブジャンルは多くの場合そのジャンルでのスタイル（様式）として言及される。20世紀におけるポピュラー音楽の増殖が、1200を超える定義可能な音楽のサブジャンルを生み出すことに繋がった。 
作曲が、親ジャンルの全特性を共有させる複数ジャンルの交差作業に位置づけられる場合がある。そのため各ジャンルに同時に属するものがあって、こうしたサブジャンルは「融合（フュージョン）」として知られている。 融合ジャンルの例としては、ジャズとロック音楽の融合であるジャズフュージョンや、カントリーミュージックとロック音楽の融合であるカントリーロックなどがある。
マイクロジャンルとは規模の小さな（ニッチな）ジャンルで、主要なジャンルやそのサブジャンルの中にある下位区分にあたる。
1970年代末より、ヴィンチェンツォ・カポラレッティは音楽を生み出す「造形媒体」即ちアーティストによって採用される創造のインターフェース（認知環境）に基づいて、音楽ジャンルのより包括的な区分を提唱した。彼によって生み出されたAudiotactile音楽理論と呼ばれる理論は、音楽を以下の三分野に分類している。1)記述音楽、いわゆるクラシック音楽のように視覚的基盤（楽譜の類）を使って創造されたもの。 2)口頭音楽、これは民俗音楽や民族音楽のように録音技術が出現する前のもの。 3)Audiotactile音楽、これは録音技術を中心とした制作および配信プロセスのもの（例えば、ジャズ、ポップ、ロック、ラップなど）

## 新ジャンルの分類と出現
音楽ジャンルの系譜学は、しばしば記述された楽譜の形において、古いジャンルの影響のもと新ジャンルがどのように発展したかを述べている。音楽の新ジャンルは、単に新しい分類の枠組を作ることに加えて、音楽の新たなスタイルの発展を通じて生じる可能性がある。既存ジャンルとは何ら関係のない音楽スタイルを創作することも考えられるが、新しいスタイルは一般的に既存ジャンルの影響を受けて出現する。
音楽学者は、フィリップ・タグの「民俗音楽、芸術音楽、ポピュラー音楽からなる公理三角形」など三分法区分に従って音楽を分類することがある。彼は、これら3つがおのおの特定の基準に従って他と区別可能だと説明している。

### ジャンルの自動認識
データマイニングと共起分析に基づく音楽類似性 (musical similarity) 検出の自動化手法が、電子音楽配信（EDM)用に音楽タイトルを分類する目的で開発された。
Spotify傘下で音楽情報関連を扱うTheEchoNest社は、Every Noise at Onceと呼ばれる 「Spotifyによって5315のジャンル形状区分に関して追跡および分析されたデータを基に、アルゴリズム生成された音楽ジャンル空間の散布図」に基づいた、ジャンルとサブジャンルの分類認識スペクトルを作成した。 

### 代替アプローチ
このほか、音楽はArousal, Valence, Depthという3次元の変数に分けることもできる。Arousalは刺激と安息（強烈、力強い、研ぎ澄まされた、スリリング vs 穏やか、落ち着いた、まろやか）などの生理学的プロセスを、Valenceは感情と気分（楽しい、幸せ、活気溢れる、熱狂的、楽しい vs 憂鬱、悲しい） を、Depthは認知プロセス（知的、洗練された、刺激的、複雑、詩的、深い、感情的、思慮深い vs パーティー音楽、ダンサブル） を反映するものである。これら3次元の変数は、なぜ多くの人が伝統的に区分された異なるジャンルから似たような曲を好むのかを説明するのに役立っている。

## 大枠の音楽ジャンル

### 芸術音楽
芸術音楽は主にクラシックの伝統を含むもので、現代音楽でも昔のものでもクラシックな楽式を含むものを指す。芸術音楽は世界の様々な地域に存在する。それは技術的かつ詳細な脱構築や批評をもたらしたり、聞く者に傾聴を要求する格調高いスタイルが際立っている。西洋の慣習において、芸術音楽とは主に音楽的伝統が書き留められたものと見なされており、ポピュラー音楽や伝統音楽が一般的には口頭や丸暗記や録音で引き継がれるのに対し、芸術音楽は何らかの形式の楽譜で保存されている。歴史的に、大半の西洋芸術音楽はヨーロッパで考案された標準的な形式の記譜法を用いて書き留められており、ルネッサンス期のだいぶ前から始まってロマン主義時代に成熟した。
芸術音楽の「作品」や「小作品」のアイデンティティは、一般的に特定の演奏よりも記譜された版によって定義され、演奏家というよりも主に作曲家と関連付けられる（とはいえ作曲家が解釈や即興の機会を演奏家に委ねることもある）。これは西洋のクラシック音楽の場合に特に当てはまる。芸術音楽には特定形式のジャズが含まれることがあるが、ジャズは基本的にポピュラー音楽の形式だと感じる人もいる。1960年代には、フリー・ジャズにて前衛的な実験の波が見られた。加えて前衛的なロックアーティストも芸術音楽のアルバムを発表した。

### ポピュラー音楽

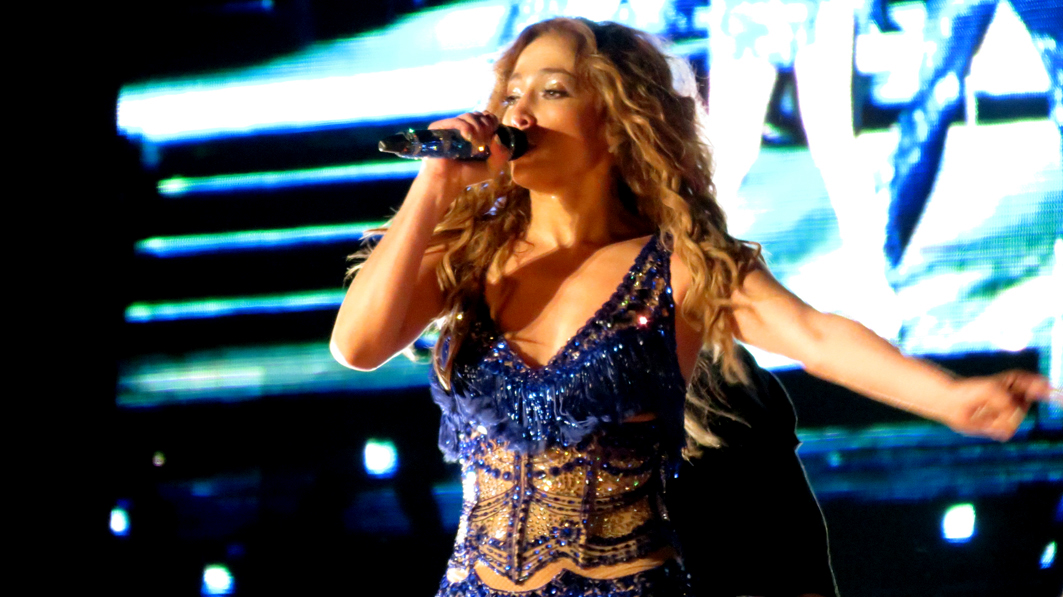
ジェニファー・ロペスがポップ・ミュージック・フェスティバルで楽曲を披露している様子

ポピュラー音楽は、一般大衆にとって接触しやすくマスメディアによって広まった音楽スタイルである。 音楽学者でポピュラー音楽の専門家であるフィリップ・タグは、社会文化的および経済的側面に照らしてこの概念を次のように定義した。

ポピュラー音楽は、芸術音楽とは異なり、(1)大規模かつしばしば社会文化的に異質な聞き手集団へと大量流通させるために考案された、(2)書面ではない形式で保管および配布される、(3)それが商品となる産業金融経済においてのみ可能なもので、(4)資本主義社会においては「自由」企業の規範に従いつつ、できる限りの大量販売を理想とするもの。

ポピュラー音楽は、大半の商用および公共ラジオ局、大半の商業音楽小売店およびデパート、そして映画およびテレビのサウンドトラックに見られる。それはビルボードやオリコンなどのヒットチャートに記され、シンガーソングライターや作曲家に加え、他ジャンルが行うよりも音楽プロデューサーを巻き込んでいる。
クラシック音楽とポピュラー音楽の区別は、ミニマル・ミュージックやライト・クラシックのような隣接分野だと曖昧な場合もある。TV番組や映画のバックグラウンドミュージックはしばしば両方の伝統に当てはまる。この点において音楽は小説と似たものがあり、小説も文芸小説と大衆小説との間に区分の線引きがあるとはいえ必ずしも正確ではない。

### 宗教音楽
宗教音楽とは、宗教的な用途または宗教的題材を介して演奏されたり作曲された音楽のこと。ゴスペル、霊歌、 キリスト教音楽が宗教音楽の例である。

### 伝統音楽と民俗音楽

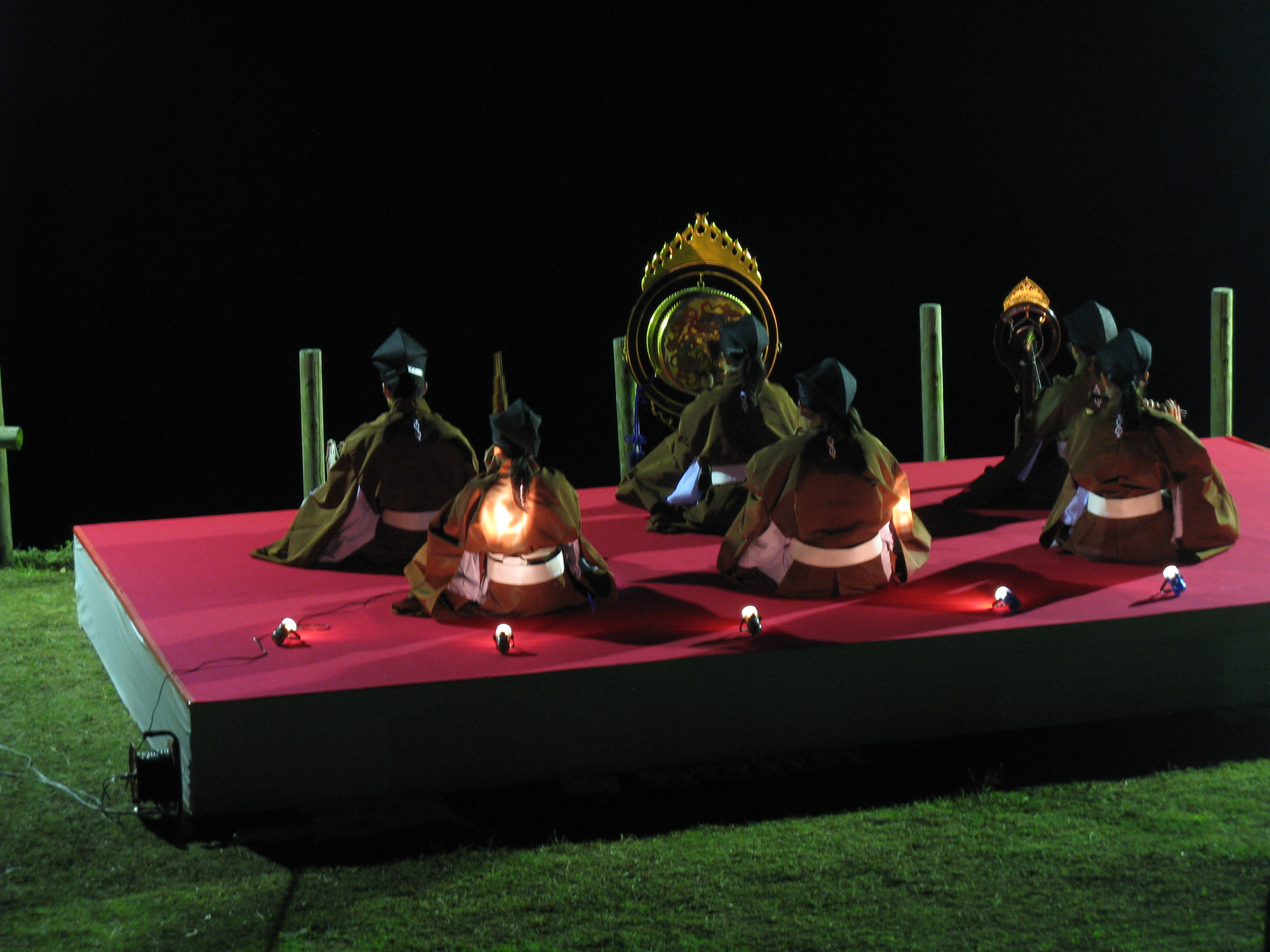
日本における雅楽の演奏風景（2010年）

伝統音楽と民俗音楽はよく似た分類区分である。伝統音楽は非常に幅広い分類区分で幾つかのジャンルを含めることが可能で、そこに民俗音楽を含めることが広く受け入れられている。国際伝統音楽学会によると、伝統音楽とは長い歳月（通常は数世代）にわたって演奏されてきた歌や曲調のことである。
民俗音楽というジャンルは、ある世代から他の世代へと口頭伝承される音楽として分類される。 一般にアーティストは不明で、同じ曲で幾つかのバージョンがある。このジャンルは、通俗的な曲を歌ったり聞いたり舞い踊ることで受け継がれる。この種のコミュニケーションは、文化がスタイル（音程や拍子）と共にそれが発展した背景をも語り継ぐのを可能にしている 。
文化的に語り継がれる民俗音楽は、それが創作された歴史時期やその中で発展した社会階級に関する豊富な証拠を保っている。民俗音楽のジャンルで幾つかの例を挙げると、イギリスの民俗音楽やトルコ民謡などに見られる。イギリスの民俗音楽は中世より展開され、それが当時から現在まで受け継がれている。 同様に、トルコ民謡はかつてトルコを通過したすべての文明と関わっており、近世初期における東西間の緊張もあって世界的関連性がある。
世界各国、場合によっては各地域や地区やコミュニティが、それぞれ独自の民俗音楽のスタイルを持っている。民俗ジャンルの下位区分は、それぞれの場所や文化的アイデンティティや歴史によって生み出されている。音楽はその土地土地で発展しているので、多くの楽器はその場所とか人口による特徴があるが、どこでも使われる類似したものが幾つかある。ボタンアコーディオンやピアノアコーディオン、異なる型のフルートやトランペット、バンジョーとウクレレなどがその例である。フランスとスコットランドいずれの民俗音楽も、フィドル、ハープ、そして様々なバグパイプなどの関連楽器を使用している。

## 音楽選好の心理学

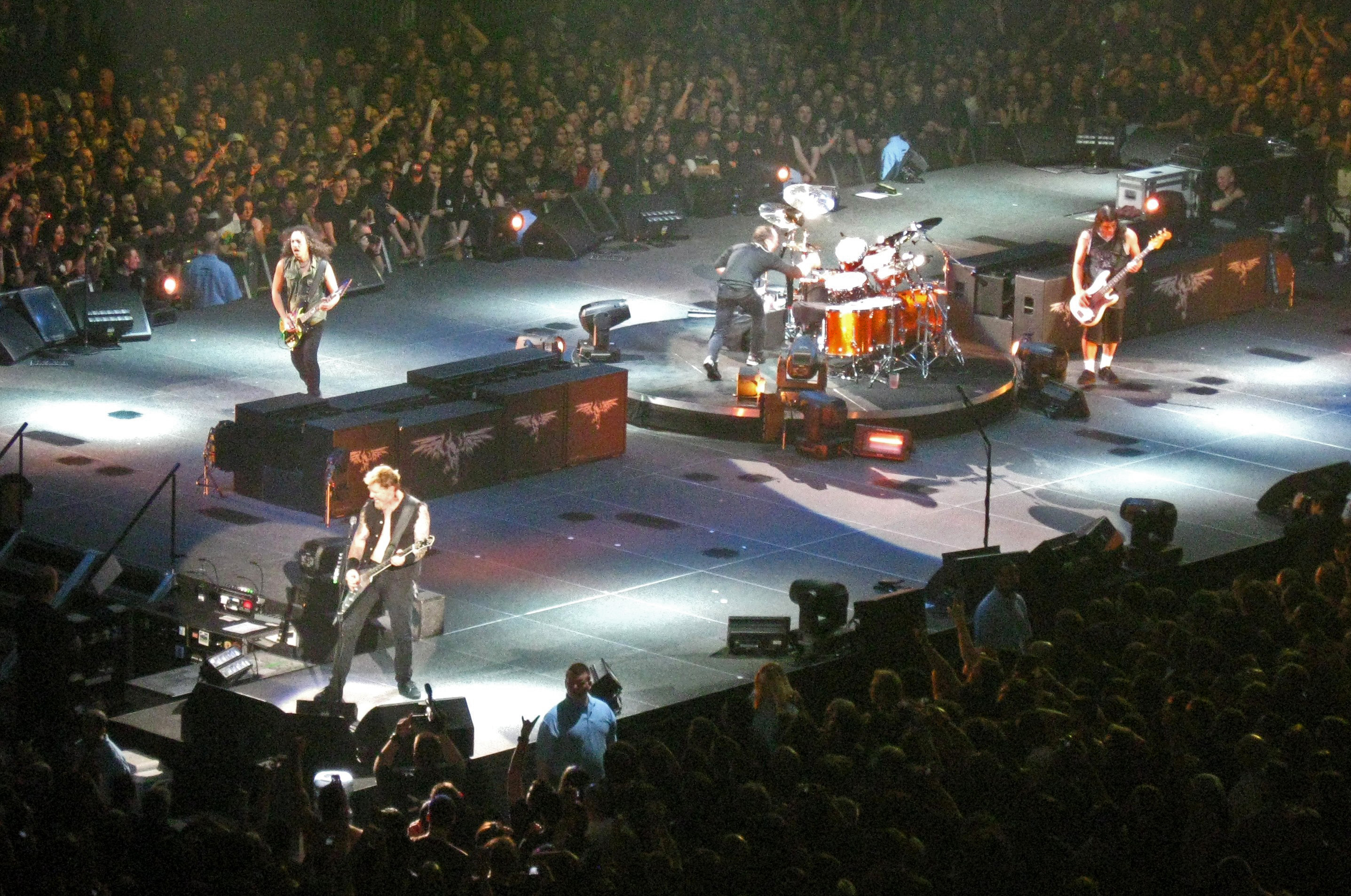
アリーナで演奏するメタリカ、2009年3月28日

### 音楽選択における社会的影響
現代ではより簡単に音楽と接することができる（Spotify、iTunes、YouTube等）ため、より多くの人々がより広範囲なスタイルの音楽を聴くようになった。さらに、社会的アイデンティティも音楽の嗜好に大きな役割を果たしている。人格は音楽選択にとって重要な要因である。自分自身を「反逆的」だと考える人は、ヘビーメタルやハードロックのような重めの音楽スタイルを選ぶ傾向がある一方、自分自身を「おおらかな性格」「呑気な性格」だと考える人は、ジャズやクラシックみたいに軽快な音楽スタイルを選ぶ傾向がある。ジャンルを問わない音楽嗜好の根底にあって、感情的または情緒的な応答を反映するとされる5大要素がある。具体的には次の要素である。
1. メロウ（甘美）な要素、これは滑らかで安穏としたスタイル（ジャズ、クラシックなど）からなる
2. アーバン（都会的）な要素、主にリズミカルでパーカッシブな音楽（ラップ、ヒップホップ、ファンクなど）により定義されている
3. ソフィスティケイト（洗練）の要素、これはオペラ系統やワールドミュージックなどを指す
4. インテンシティ（激しさ）の要素、これは力強くて大音量でエネルギッシュな音楽（ロック、メタルなど）により定義されている
5. キャンペストラル（田園的）な要素、これはシンガーソングライターのジャンルやカントリーを指す[37]

### 個性や状況による影響
女性はより高音域を指向した音楽を好む一方、男性は重低音の音楽を好んで聴くことが研究で示されている。 重低音の音楽嗜好は、たまに境界性や反社会性と併せて指摘されることがある。
年齢は、音楽的嗜好を左右するもう一つの大きな要因である。年をとるにつれて音楽の好みが変わる可能性があることを示す証拠が出ている。カナダの研究では、思春期の青少年がポップ音楽のアーティストに大きな関心を示す一方、成人や高齢者はロック、オペラ、ジャズなどの古典的なジャンルを好むことが示されている。